# Medea (Italia)
Medea (Migjee in friulano standard, Migjea nella variante locale) è un comune italiano di 945 abitanti  in Friuli-Venezia Giulia. Nel 1928 il paese divenne frazione di Cormons per poi ritornare ad essere comune indipendente nel 1955.

## Storia
Medea fu abitata sia in epoca preromana che romana. Nel medioevo fu feudo dell'Abbazia di Rosazzo, che ne fu investita prima dai patriarchi di Aquileia e successivamente dai conti di Gorizia; nel 1500 passò sotto il controllo degli Asburgo.
Medea fu duramente provata dalle incursioni turche del 1470 e del 1499; un campo vicino al cimitero è tuttora denominato cjamp dai turcs. Inoltre, tra il 1508 ed il 1516 fu, danneggiata durante le guerre tra Massimiliano I d'Asburgo e Venezia e tra il 1615 ed il 1617 durante la guerra di Gradisca.
Dopo il 1647 fu incluso nella contea di Gradisca.
Il paese, come alcune zone del vecchio litorale austriaco, ha attraversato più di 400 anni di dominazione asburgica fino alla sua annessione al regno d'Italia nel novembre del 1918.

### Simboli
Lo stemma e il gonfalone sono stati concessi con decreto del presidente della Repubblica del 25 novembre 1976.
Nello stemma comunale, d'argento, è raffigura Medea nell’atto di impugnare un pugnale e sostenere un putto; sul lembo del manto rosso siede un altro putto
Il gonfalone è un drappo troncato di bianco e di rosso.

## Monumenti e luoghi d'interesse

### Ara pacis mundi
Il paese è conosciuto soprattutto per la maestosa Ara pacis mundi, monumento dedicato ai caduti di tutte le guerre e specialmente della seconda guerra mondiale, eretto nel 1950 ed ideato dall'architetto Mario Bacciocchi (Fiorenzuola d'Arda, 1902 - Milano, 1974).
Il complesso monumentale fu inaugurato il 6 maggio 1951 e si trova in cima al colle di Medea, a circa 140 m s.l.m.

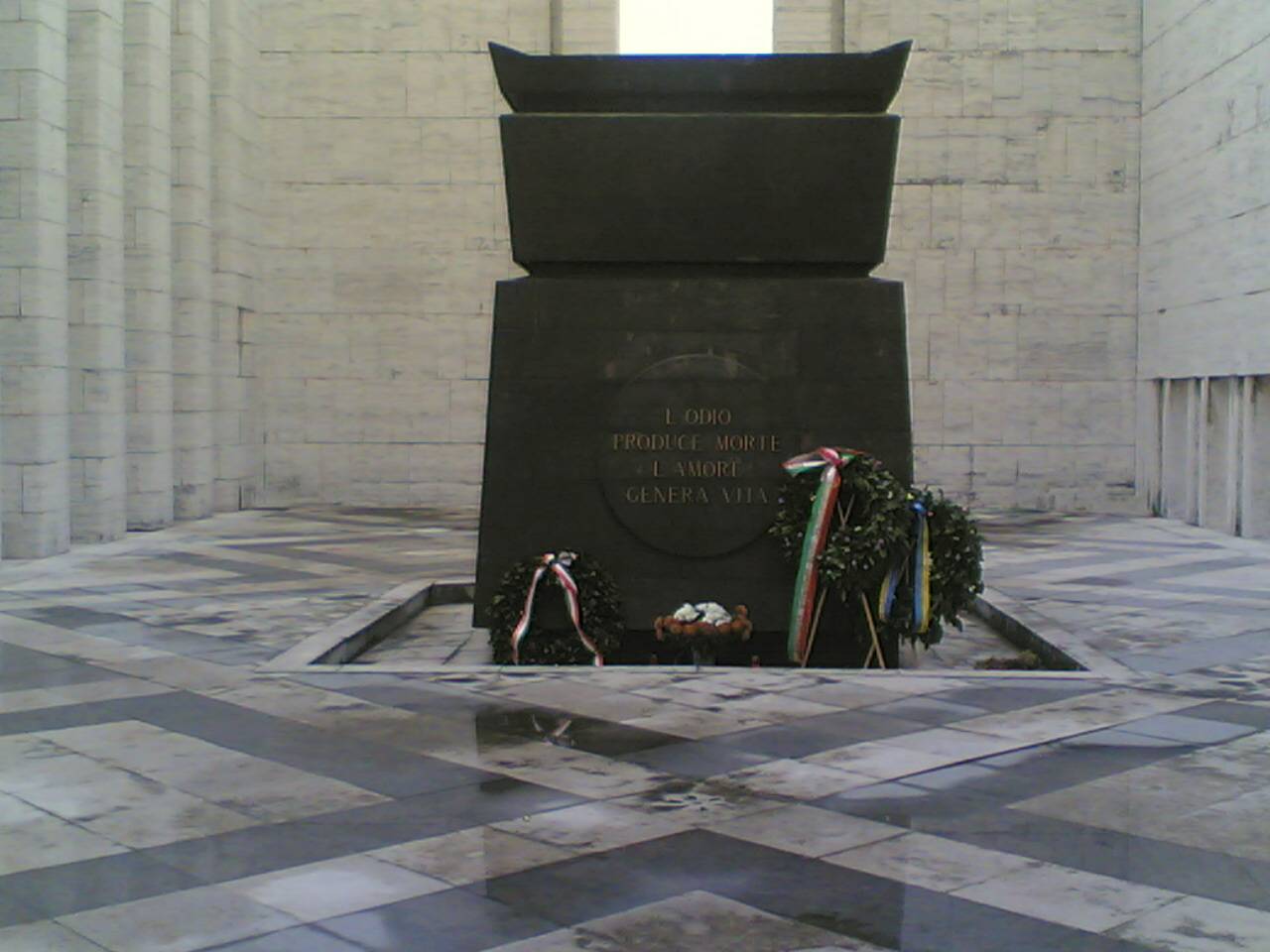
L'Ara

All'interno del recinto vi è l'Ara propriamente detta; è costruita in porfido della Val Camonica con una base quadrata di 3 m. di lato. È formata da un corpo inferiore a tronco di piramide, che termina con una cimasa, anch'essa in porfido, raggiungendo una altezza complessiva di 5 m.
All'interno è posta una urna in legno e bronzo dove è posta solo la scritta
All'interno dell'urna sono raccolte terre provenienti da oltre 800 cimiteri di guerra sparsi nel mondo, compresi africani e russi, oltre ad alcune ampolle d'acqua marina prelevate nei luoghi in cui affondarono navi di diverse nazionalità e dove trovarono la morte migliaia di marinai e militari.

### Chiesetta di Sant'Antonio

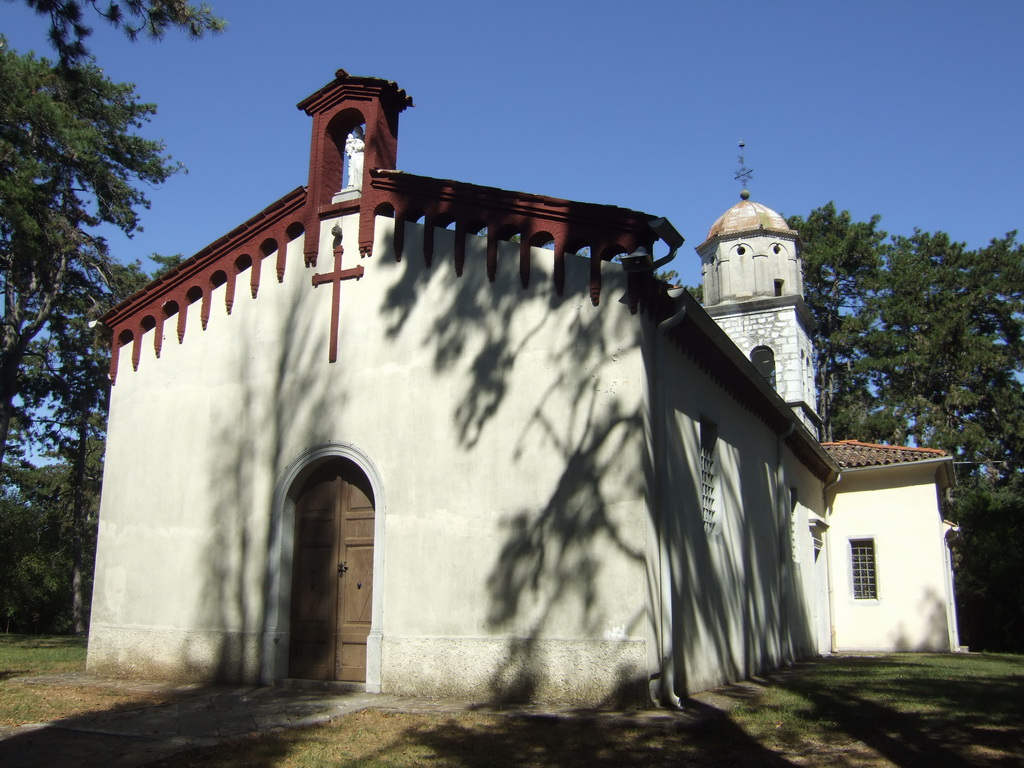
Chiesetta di Sant'Antonio sul colle di Medea

La chiesa, di origine settecentesca, fu pesantemente danneggiata durante la prima guerra mondiale ed in seguito rimaneggiata. La facciata è sormontata da una statua di sant'Antonio da Padova ed a fianco è posto il campanile.
L'interno è costituito da un'unica navata con tre altari marmorei, di cui il principale, dedicato al santo, è opera dello scultore udinese Simone Pariotti. L'altare del Crocifisso è invece opera dell'artista goriziano Francesco Zolli. Nella chiesa sono conservati anche una dozzina di ex voto, frutto della devozione popolare tra la fine del XIX e l'inizio del XX secolo.
All'esterno della chiesa, sul fianco sinistro si trova la tomba del cardinale Guido Del Mestri.

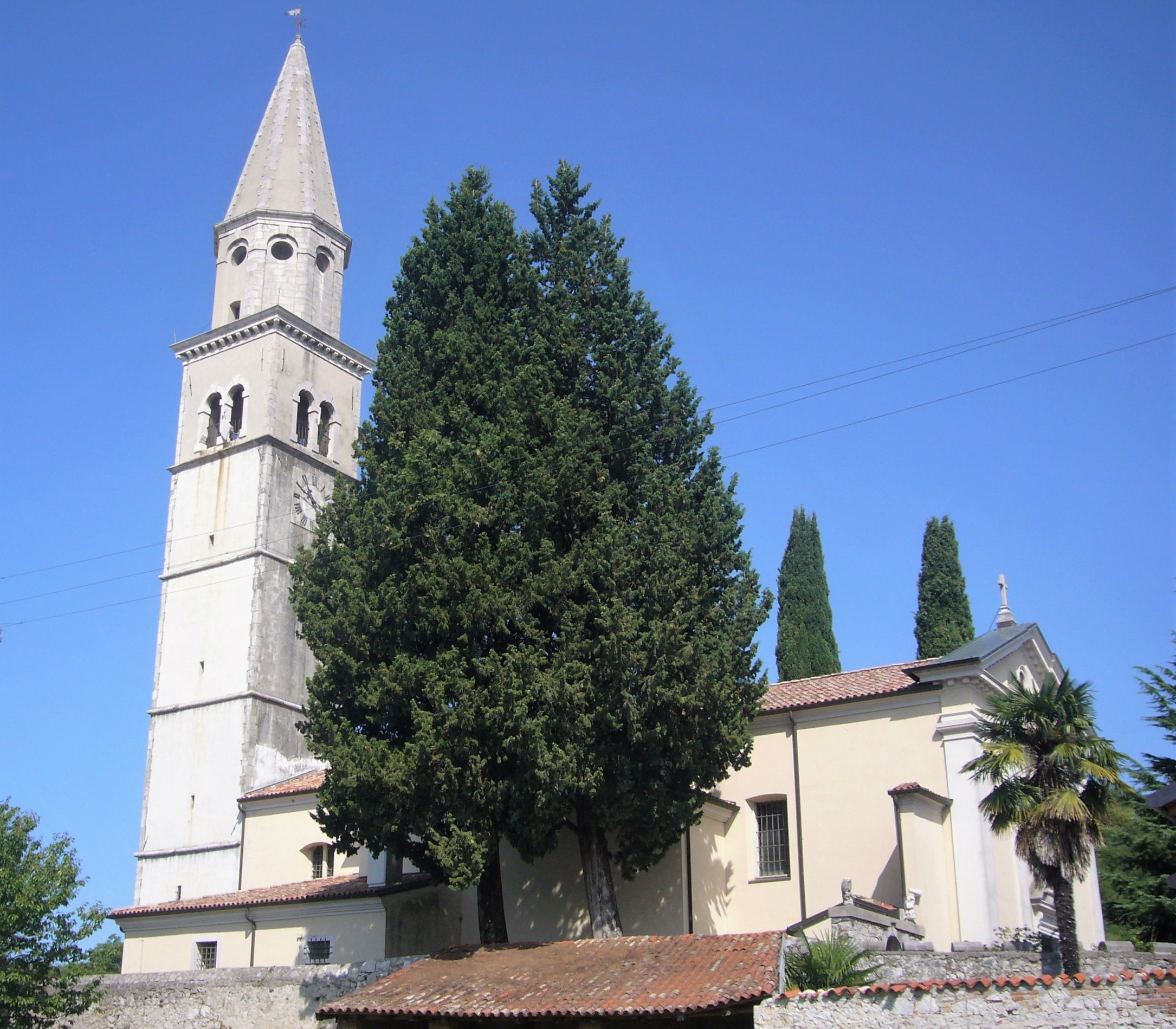
La chiesa parrocchiale

### Parrocchiale
La chiesa parrocchiale di Medea, dedicata a Santa Maria Assunta ed in stile neoclassico, venne costruita nel 1843 su progetto di tale Biagio Martinis e sulla base di quella antica, risalente al Medioevo. L'edificio ha subito un intervento di restauro verso la fine del XX secolo.

## Società

### Evoluzione demografica
Abitanti censiti

### Lingue e dialetti
A Medea, accanto alla lingua italiana, la popolazione utilizza la lingua friulana. Ai sensi della deliberazione n. 2680 del 3 agosto 2001 della Giunta della Regione autonoma Friuli-Venezia Giulia, il Comune è inserito nell'ambito territoriale di tutela della lingua friulana ai fini della applicazione della legge 482/99, della legge regionale 15/96 e della legge regionale 29/2007.
La lingua friulana che si parla a Medea rientra fra le varianti appartenenti al friulano goriziano.

## Geografia antropica

### Frazioni
Il comune di Medea non ha frazioni.